# Oleyres

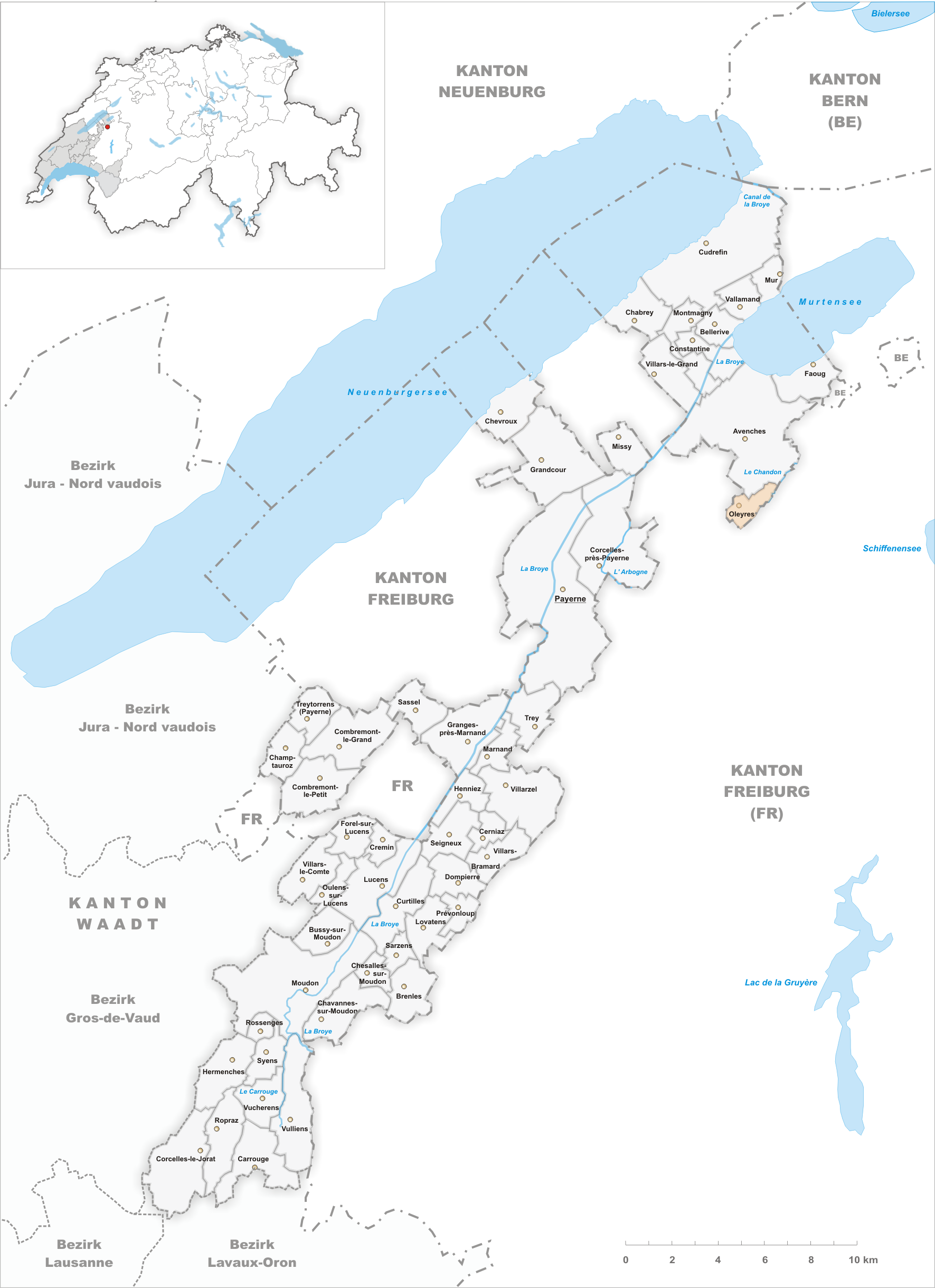
Gemeindestand vor der Fusion am 30. Juni 2011

Oleyres ist ein Dorf in der Gemeinde Avenches im Schweizer Kanton Waadt. Oleyres war früher eine eigenständige politische Gemeinde und wurde am 1. Juli 2011 in die Gemeinde Avenches eingemeindet.

## Geographie
Oleyres, zu dem auch einige Einzelhöfe gehören, liegt auf 550 m ü. M., achteinhalb Kilometer nordöstlich des Bezirkshauptortes Payerne (Luftlinie). Das Haufendorf erstreckt sich auf einem breiten Sattel zwischen den Waldhöhen Bois de Châtel und Forêt du Grand Belmont, südlich der Broyeebene, im Schweizer Mittelland.
Die Fläche des 1,9 km² grossen Gemeindegebiets umfasst einen Abschnitt des freiburgischen Molassehügellandes und ist auf drei Seiten von freiburgischem Kantonsgebiet umgeben. Der zentrale Teil wird vom Sattel von Oleyres eingenommen, der sich nach Osten zum Tal des Chandon, nach Westen zum Tälchen des Ruisseau de Coppet (einem Seitenbach der Arbogne) absenkt. Im Süden reicht das Gebiet auf den Höhenrücken des Grand Belmont, auf dem mit 645 m ü. M. der höchste Punkt von Oleyres erreicht wird. Nach Nordosten erstreckt sich der Gemeindeboden entlang des Südhangs des Bois de Châtel (bis 600 m ü. M.) bis an den Flusslauf des Chandon. Von der Gemeindefläche entfielen 1997 5 % auf Siedlungen, 25 % auf Wald und Gehölze, 69 % auf Landwirtschaft und etwas weniger als 1 % war unproduktives Land.

## Bevölkerung
Mit 240 Einwohnern (Stand 31. Dezember 2010) gehörte Oleyres zu den kleinen Gemeinden des Kantons Waadt. Von den Bewohnern sind 78,9 % französischsprachig, 15,3 % deutschsprachig und 2,7 % englischsprachig (Stand 2000). Die Bevölkerungszahl von Oleyres belief sich 1860 auf 317 Einwohner, 1900 noch auf 283 Einwohner. Nachdem die Bevölkerung bis 1970 auf 174 Personen abgenommen hatte, wurde seither wieder eine leichte Bevölkerungszunahme registriert.

## Wirtschaft
Oleyres war bis in die zweite Hälfte des 20. Jahrhunderts ein vorwiegend durch die Landwirtschaft geprägtes Dorf. Noch heute haben der Ackerbau und der Obstbau eine wichtige Bedeutung in der Erwerbsstruktur der Bevölkerung. Weitere Arbeitsplätze sind im lokalen Kleingewerbe und im Dienstleistungssektor vorhanden. Darunter befinden sich ein Betrieb im Holzbau und eine Antikschreinerei. Früher wurden entlang des Chandon mehrere Mühlen betrieben. Seit 1879 gab es im Dorf auch ein Walzwerk. In den letzten Jahrzehnten hat sich Oleyres auch zu einer Wohngemeinde entwickelt. Einige Erwerbstätige sind Wegpendler, die in den umliegenden grösseren Ortschaften arbeiten.

## Verkehr
Die Gemeinde liegt abseits der grösseren Durchgangsstrassen, ist aber von Avenches leicht zu erreichen. Der Autobahnanschluss Avenches an der A1 (Lausanne–Bern) ist rund 5 km vom Ortskern entfernt. Oleyres besitzt keine Anbindung an das Netz des öffentlichen Verkehrs.

## Geschichte
Die erste urkundliche Erwähnung des Ortes erfolgte 1228 unter dem Namen Oleres. Später erschienen die Schreibweisen Olyeres (1239), Olleres (1255), Olieres (1272), Oleires (1340) sowie Olleyres, Oleyre, Oleire und Oleyres im 14. Jahrhundert. Der Ortsname geht auf das lateinische Wort olla (Topf) zurück, aus dem sich das altfranzösische olier entwickelte. Er bezeichnet einen Ort, wo Töpferwaren hergestellt wurden.
Oleyres gehörte zunächst einem reichen Bürger von Freiburg, der das Dorf mit seinem Umland 1272 an das Kloster Hauterive verkaufte. Von diesem kam es 1310 an Avenches. Mit der Eroberung der Waadt durch Bern im Jahr 1536 gelangte das Dorf unter die Verwaltung der Vogtei Avenches. Den Ansprüchen Freiburgs auf die Rückgabe von Oleyres wurde nicht stattgegeben. Nach dem Zusammenbruch des Ancien Régime wurde der Ort 1798 während der Helvetik dem Kanton Freiburg angegliedert. Mit der Inkraftsetzung der Mediationsverfassung 1803 wurde Oleyres zusammen mit dem heutigen Bezirk Avenches als Exklave wieder dem Kanton Waadt zugeteilt.

## Sehenswürdigkeiten
Die Kapelle von Oleyres wurde 1735 erbaut und 1916 sowie 1949 restauriert. Im Ortskern sind einige charakteristische Bauernhäuser aus dem 17. bis 19. Jahrhundert erhalten.